# Африканцы в Суринаме

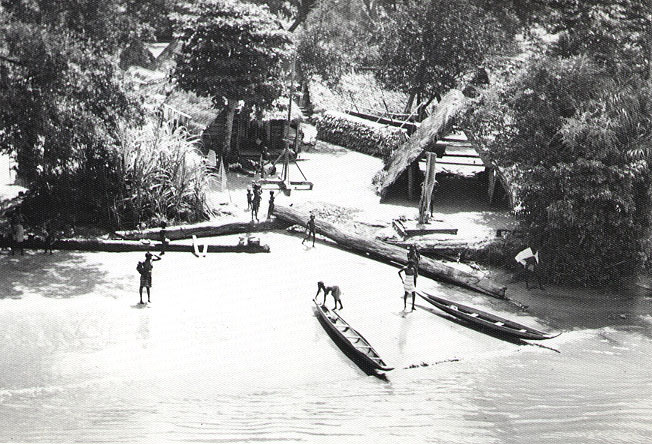
Маронская деревня на реке Суринам

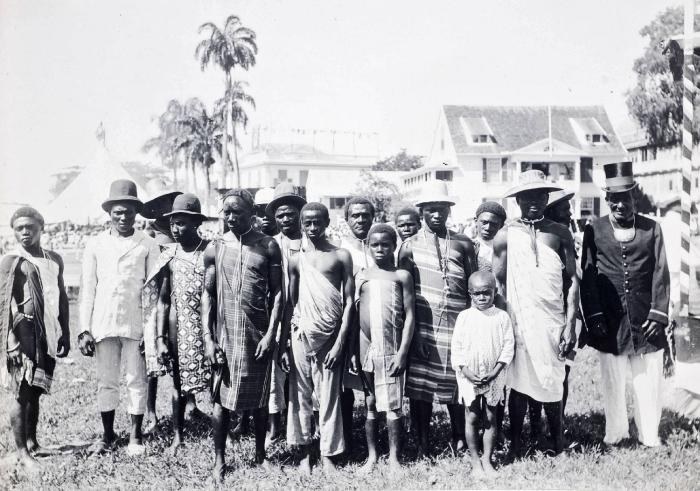
Фото группы маронов

Африканцы в Суринаме (нидерл. Afro-Surinamers) или Черные суринамцы (нидерл. Zwarte Surinamers) — этническая группа лиц африканского происхождения, проживающая на территории Суринама. Составляют около 37 % населения Суринама. Африканцы в Суринаме делятся на две группы: креолов (мулатов) и маронов (фр. les Marrons, также «marronage» — маронство, одичание, возвращение в дикое состояние). Суринамские креолы являются потомками смешанной расы африканских рабов и европейцев. Мароны — беглые африканские рабы, которые в джунглях образовали независимые поселения. Мароны сохранили остатки африканской культуры и языка.

## История
В конце XVII века Суринам стал ведущим поставщиком сахара в страны Европы. Для возделывания сахарного тростника в Суринаме была создана плантационная система хозяйства. Для работы на плантациях были завезены негры-рабы из Африки. После отмены рабства в Голландской Гвиане, большинство осталось на территории колонии.

## Мулаты
Креолы (мулаты) (слово означает светло-тёмный цвет кожи) — потомки от смешанных браков представителей европеоидной и негроидной рас. Мулаты составляют значительную часть населения Суринама.

## Мароны
Лесные негры — шесть племён, живущих в труднодоступных джунглях Суринама и Французской Гвианы, говорят на языках ндюка и сарамакканском.